# Grande Prêmio de Quebec de 2011
A 2.ª edição do Grande Prêmio de Quebec teve lugar a 9 de setembro de 2011. Trata-se da 24.ª prova do UCI World Tour de 2011.
Com o grande Prêmio ciclista de Montreal que se desenvolve dois dias mais tarde (a 11 de setembro de 2011), a carreira é o uma das duas únicas Provas World Tour organizadas na América do Norte. A vitória volta ao Belga Philippe Gilbert que toma a cabeça da Classificação World Tour.

## Percorrido
A carreira compõe-se 16 voltas de um circuito oval de 12,6 km, e é exactamente o mesmo que durante a edição de 2011. A linha de chegada encontra-se na uma subida regular, larga e em linha direita na avenida Grande Allée, uma rua histórica do Vieux-Quebec. O percurso favorece os escaladores e os finalizadores, porque o desnível total é 2 976 metros. As dificuldades principais são:
- Ao quilómetro 9, costa da Montanha : 375 metros, desnível médio do 10 % com uma passagem de 165 metros à 13 %
- Ao quilómetro 10, costa da Potasse : 420 metros, desnível médio de 9 %
- Ao quilómetro 11, costa da Fábrica : 190 metros, desnível médio de 7 %
- Ao quilómetro 11, subida para a linha de chegada : 1 quilómetro, desnível médio de 4 %

É de salientar que a descida da Costa Gilmour comporta uma passagem técnica, seja 2 viragens sucessivos de 90 gráus para a esquerda enquanto a descida é a mais de 10 % para a primeiro viragem. Os corredores entram logo o Boulevard Champlain nas imediações do Rio São Lourenço durante 4 quilómetros, que é plano mas aberto aos ventos.

## Equipas participantes
As 18 equipas World Tour estão presentes nesta carreira, bem como quatro equipas continentais profissionais convidadas : as equipas francesas Europcar, FDJ e Cofidis bem como a equipa canadiana SpiderTech-C10.

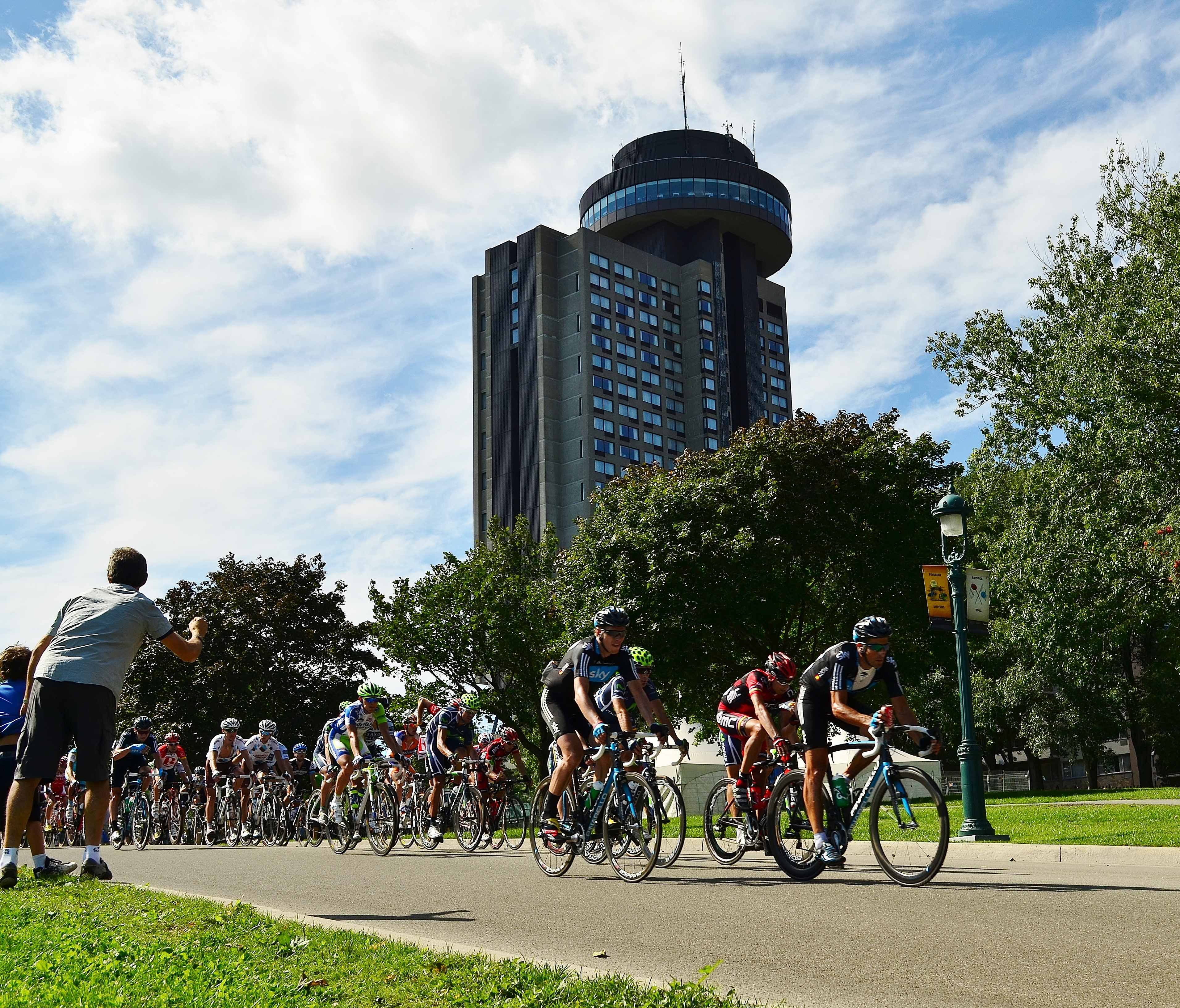
Os corredores nas planícies de Abraham

| N.      | Código | Equipa             |
| ------- | ------ | ------------------ |
| 1-8     | OLO    | Omega Pharma-Lotto |
| 11-18   | SKY    | Team Sky           |
| 21-28   | RAB    | Rabobank           |
| 31-38   | GRM    | Garmin-Cervélo     |
| 41-48   | TIDOS  | Euskaltel-Euskadi  |
| 51-58   | LEIO   | Team Leopard-Trek  |
| 61-68   | BMC    | BMC Racing         |
| 71-78   | THR    | Team HTC-Highroad  |
| 81-88   | LAM    | Lampre-ISD         |
| 91-98   | SBS    | Saxo Bank-SunGard  |
| 101-108 | RSH    | Team RadioShack    |

| N.      | Código | Equipa              |
| ------- | ------ | ------------------- |
| 111-118 | LIQ    | Liquigas-Cannondale |
| 121-128 | KAT    | Team Katusha        |
| 131-138 | AST    | Astana Pro Team     |
| 141-148 | MOV    | Movistar            |
| 151-158 | QST    | Quick Step          |
| 161-168 | ALM    | AG2R La Mondiale    |
| 171-178 | VCD    | Vacansoleil-DCM     |
| 181-188 | EUR    | Europcar            |
| 191-198 | FDJ    | FDJ                 |
| 201-208 | COF    | Cofidis             |
| 211-218 | CSM    | SpiderTech-C10      |

## Relato da carreira

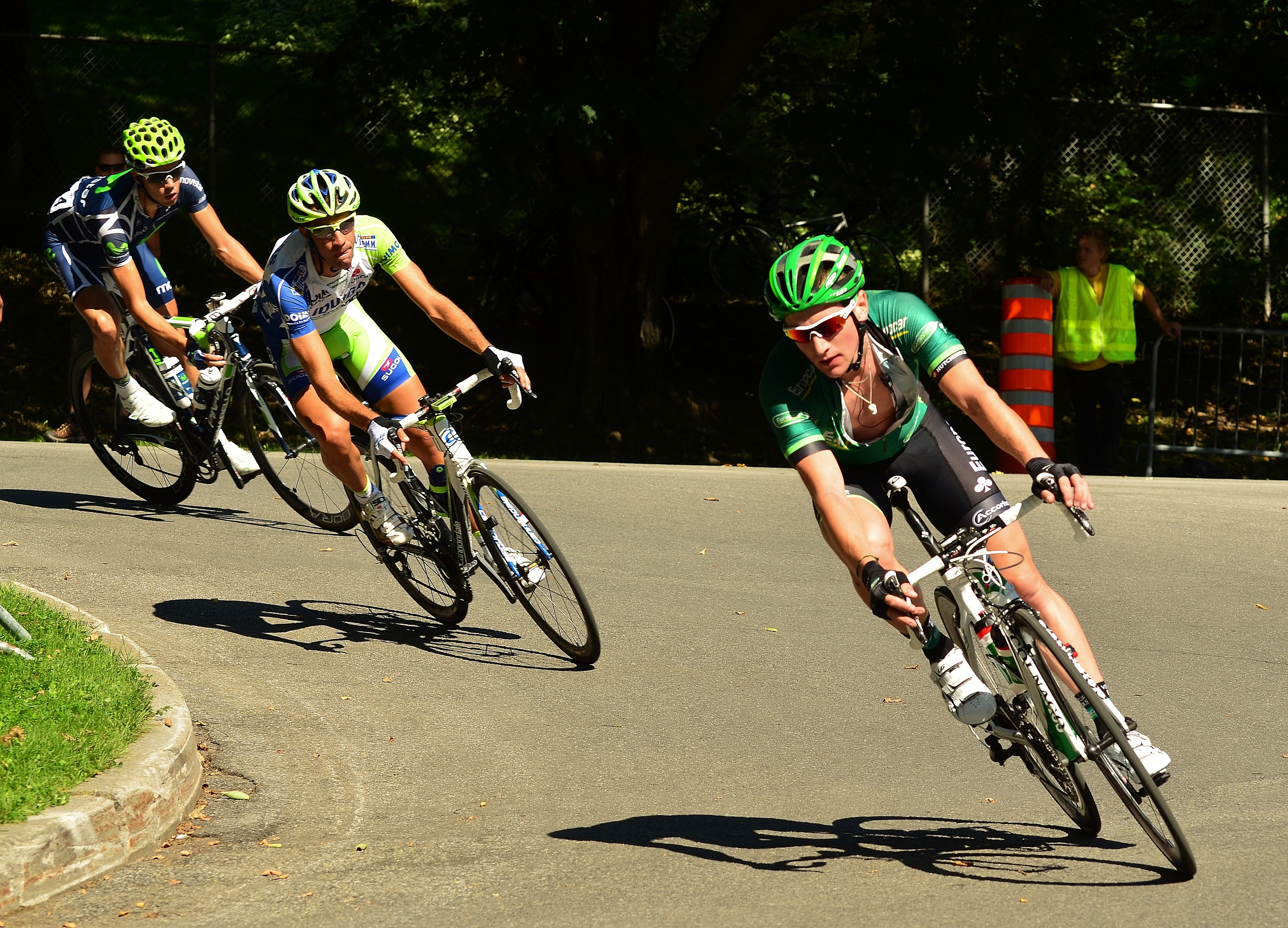
O 4 biciletas viajando no Relato de carreira.

173 corredores figuram à saída da carreira. Will Routley e Michael Mørkøv são ambos os primeiros corredores a passar à ofensiva. Alfredo Balloni ataca depois em solitário mas é apanhado pelo pelotão ao finalizar a primeira volta.. Jesús Herrada e Cristiano Salerno escapam-se depois. Apanhados por Tony Hurel, o trío obtém um avanço máximo de 4 minutos 25 segundos ao pelotão levado pela equipa Team Sky. Herrada aproveite a fuga para passar em cabeça da maioria das dificuldades e consegue assim a classificação do melhor escalador da carreira. Os três corredores estão a retomar a quatro voltas do objectivo pelos Sky ajudados pelos Garmin-Cervélo.
Como consequência de um ataque na costa da Montanha de nove corredores, Matteo Trentin e Rui Costa se desatam antes de estar apanhados por cinco outros corredores a duas voltas do final.. A 12 quilómetros da chegada, Philippe Gilbert ataca em solitário. Espera depois um grupo composto de perseguidores : Gerald Ciolek, Simon Clarke, Robert Gesink, Levi Leipheimer, Björn Leukemans, Marco Marcato, Simone Ponzi, Rigoberto Urán e Fabian Wegmann.. Gilbert ataca novamente enquanto fica dois quilómetros a percorrer Robert Gesink tenta voltar para o Belga mas não chega. Gilbert impõe-se pois ante Gesink e Rigoberto Urán, terceiro a nove segundos.

## Classificação final
| #  | Corredor         | País           | Equipa              |    | Tempo             | Pontos UCI |
| -- | ---------------- | -------------- | ------------------- | -- | ----------------- | ---------- |
| 1  | Philippe Gilbert | Bélgica        | Omega Pharma-Lotto  | em | '5 h 03 min 08 se | 80         |
| 2  | Robert Gesink    | Países Baixos  | Rabobank            | +  | 0 s               | 60         |
| 3  | Rigoberto Urán   | Colômbia       | Team Sky            |    | 9 s               | 50         |
| 4  | Fabian Wegmann   | Alemanha       | Team Leopard-Trek   |    | 14 s              | 40         |
| 5  | Levi Leipheimer  | Estados Unidos | Team RadioShack     |    | 15 s              | 30         |
| 6  | Björn Leukemans  | Bélgica        | Vacansoleil-DCM     |    | 23 s              | 22         |
| 7  | Simone Ponzi     | Itália         | Liquigas-Cannondale |    | 23 s              | 14         |
| 8  | Marco Marcato    | Itália         | Vacansoleil-DCM     |    | 25 s              | 10         |
| 9  | Gerald Ciolek    | Alemanha       | Quick Step          |    | 30 s              | 6          |
| 10 | Simon Clarke     | Austrália      | Astana Pro Team     |    | 47 s              | 2          |

Melhor escalador:  Jesús Herrada (Movistar)
Melhor canadiano:  Michael Barry (Team Sky)
Ciclista mais combativo:  Matteo Trentin (Quick Step)